# Robert Crais
Robert Crais (Baton Rouge, Luisiana, 1953) es un escritor estadounidense de novelas de misterio o suspense, creador del dúo de detectives Elvis Cole y Joe Pike. Su estilo esta influido por Raymond Chandler, Dashiell Hammett, Ernest Hemingway, Robert B. Parker y John Steinbeck. Ha recibido numerosos premios literarios. .

## Carrera
Crais se mudó a Hollywood e 1976 y allí encontró trabajo como guionista para series de televisión tan conocidas como Hill Street Blues,Dimension Desconocida 1985, capítulo Monsters, Cagney & Lacey y Miami Vice, por este trabajo fue nominado a un Emmy. 
Tras la muerte de su padre en 1985, Crais publicó su primera novela: El mono bajo la lluvia, que ganó el premio Anthony Award al "Mejor debut"
En 2006 Crais obtuvo el premio Ross Macdonald Literary Award y en 2010 el Premio Shamus por su trayectoria. En 2014 Crais recibió el premio Mystery Writers of America's (MWA) Grand Master Award.
En el 2008 se mudó a Santa Mónica, California con su esposa y sus tres mascotas.
Su personaje más reconocido es el detective privado Elvis Cole, que ha protagonizado quince novelas.
En España sus libros son publicados por Ediciones B.

## Adaptaciones cinematográficas
El film, Hostage, dirigido por Florent Siri y producido y protagonizado por Bruce Willis está basado en su novela.

## Obra publicada
| Año  | Título                | Publicación                      | Traducción             | Publicación                     | Premios                                                          |
| ---- | --------------------- | -------------------------------- | ---------------------- | ------------------------------- | ---------------------------------------------------------------- |
| 1987 | The Monkey's Raincoat | Bantam Books. 9780553263367.     | El mono bajo la lluvia | Ediciones B. 978-84-96546-69-1. | Ganador Premio Anthony                                           |
| 1987 | The Monkey's Raincoat | Bantam Books. 9780553263367.     | El mono bajo la lluvia | Ediciones B. 978-84-96546-69-1. | Ganador Premio Macavity                                          |
| 1987 | The Monkey's Raincoat | Bantam Books. 9780553263367.     | El mono bajo la lluvia | Ediciones B. 978-84-96546-69-1. | Nominado Premio Edgar                                            |
| 1987 | The Monkey's Raincoat | Bantam Books. 9780553263367.     | El mono bajo la lluvia | Ediciones B. 978-84-96546-69-1. | Nominado Premios Shamus                                          |
| 1989 | Stalking the Angel    | Bantam Books. 9780553057133.     | El manuscrito samurái  | Ediciones B. 978-84-96546-70-7. |                                                                  |
| 1992 | Lullaby Town          | Bantam Books. 9780553081978.     |                        |                                 | Nominado Premio Anthony                                          |
| 1992 | Lullaby Town          | Bantam Books. 9780553081978.     | Nominado Premio Shamus |                                 |                                                                  |
| 1993 | Free Fall             | Bantam Books. 9780553092424.     |                        |                                 | Nominado Premio Edgar                                            |
| 1995 | Voodoo River          | Hyperion. 9780786860760.         |                        |                                 | Nominado Premio Dilys                                            |
| 1996 | Sunset Express        | Hyperion. 9780786860968.         |                        |                                 | Ganador Premio Shamus                                            |
| 1997 | Indigo Slam           | Hyperion. 9780786862610.         | El último golpe        | Ediciones B. 978-84-666-4641-3. | Nominado Premio Shamus                                           |
| 1999 | L.A. Requiem          | Doubleday. 9780385495837.        | Los Ángeles Réquiem    | Ediciones B. 978-84-666-0631-8. | Ganador Premio Dilys                                             |
| 1999 | L.A. Requiem          | Doubleday. 9780385495837.        | Los Ángeles Réquiem    | Ediciones B. 978-84-666-0631-8. | Nominado Premio Anthony                                          |
| 1999 | L.A. Requiem          | Doubleday. 9780385495837.        | Los Ángeles Réquiem    | Ediciones B. 978-84-666-0631-8. | Nominado Premio Barry                                            |
| 1999 | L.A. Requiem          | Doubleday. 9780385495837.        | Los Ángeles Réquiem    | Ediciones B. 978-84-666-0631-8. | Nominado Premio Edgar                                            |
| 1999 | L.A. Requiem          | Doubleday. 9780385495837.        | Los Ángeles Réquiem    | Ediciones B. 978-84-666-0631-8. | Nominado Premio Hammett                                          |
| 1999 | L.A. Requiem          | Doubleday. 9780385495837.        | Los Ángeles Réquiem    | Ediciones B. 978-84-666-0631-8. | Nominado Premio Macavity                                         |
| 1999 | L.A. Requiem          | Doubleday. 9780385495837.        | Los Ángeles Réquiem    | Ediciones B. 978-84-666-0631-8. | Nominado Premio Shamus                                           |
| 2003 | The Last Detective    | Doubleday. 9780385504263.        | El último detective    | Ediciones B. 978-84-666-1420-7. | Nominado Premio Audie                                            |
| 2005 | The Forgotten Man     | Doubleday. 9780385504287.        | El desconocido         | Ediciones B. 978-84-666-3433-5. | Nominado Premio Shamus                                           |
| 2007 | The Watchman          | Simon & Schuster. 9780743281638. | El vigía               | Ediciones B. 978-84-666-4282-8. | Ganador Premio Barry                                             |
| 2007 | The Watchman          | Simon & Schuster. 9780743281638. | El vigía               | Ediciones B. 978-84-666-4282-8. | Ganador Premio Gumshoe                                           |
| 2007 | The Watchman          | Simon & Schuster. 9780743281638. | El vigía               | Ediciones B. 978-84-666-4282-8. | Nominado Premio Anthony                                          |
| 2007 | The Watchman          | Simon & Schuster. 9780743281638. | El vigía               | Ediciones B. 978-84-666-4282-8. | Nominado International Thriller Writers Awards                   |
| 2008 | Chasing Darkness      | Simon & Schuster. 9780743281645. |                        |                                 | Nominado Southern California Independent Booksellers Association |
| 2010 | The First Rule        | Putnam's Sons. 9780399156137.    |                        |                                 | Nominado Premio Shamus                                           |
| 2011 | The Sentry            | Putnam's Sons. 9780399157073.    | El centinela           | Roca. 978-84-9918-530-9.        |                                                                  |
| 2012 | Taken                 | Putnam's Sons. 9780399158278.    | Secuestrados           | Roca. 978-84-9918-655-9.        | Ganador Premio Shamus                                            |
| 2012 | Taken                 | Putnam's Sons. 9780399158278.    | Secuestrados           | Roca. 978-84-9918-655-9.        | Nominado Left Coast Crime                                        |
| 2015 | The Promise           | Putnam's Sons. 9780399161490.    |                        |                                 | Nominado Left Coast Crime                                        |
| 2015 | The Promise           | Putnam's Sons. 9780399161490.    | Nominado Premio Shamus |                                 |                                                                  |
| 2017 | The Wanted            | Putnam's Sons. 9780399161506.    |                        |                                 |                                                                  |
| 2019 | A Dangerous Man       | Putnam's Sons. 9780525535683.    |                        |                                 |                                                                  |
| 2022 | Racing the Light      | Putnam's Sons. 9780525535720.    |                        |                                 |                                                                  |

| Año  | Título              | Publicación                      | Traducción              | Publicación                     | Premios                           |
| ---- | ------------------- | -------------------------------- | ----------------------- | ------------------------------- | --------------------------------- |
| 2000 | Demolition Angel    | Doubleday. 9780385495844.        | El ángel demoledor      | Ediciones B. 978-84-666-0103-0. | Nominado Premio Dilys             |
| 2000 | Demolition Angel    | Doubleday. 9780385495844.        | El ángel demoledor      | Ediciones B. 978-84-666-0103-0. | Ganador Premio Mary Higgins Clark |
| 2001 | Hostage             | Doubleday. 9780385495851.        | El secuestro            | Ediciones B. 978-84-666-1081-0. | Nominado Premio Steel Dagger      |
| 2006 | The Two-Minute Rule | Simon & Schuster. 9780743281614. | Dos minutos             | Ediciones B. 978-84-666-3760-2. |                                   |
| 2013 | Suspect             | Putnam's Sons. 9780399161483.    |                         |                                 | Ganador Premio Barry              |
| 2013 | Suspect             | Putnam's Sons. 9780399161483.    | Nominado Premio Anthony |                                 |                                   |